# Vladimir (Novikov)
Vladimir (světským jménem: Vladimir Anatoljevič Novikov; * 2. dubna 1958, Moskva) je ruský duchovní Ruské pravoslavné církve a biskup klincovský a trubčevský.

## Život
Narodil se 2. dubna 1958 v Moskvě.
Navštěvoval Moskevskou střední školu č. 103. V letech 1976–1978 absolvoval vojenskou službu. Poté nastoupil na Moskevský duchovní seminář, který dokončil roku 1981. Následně pokračoval ve studiu na Moskevské duchovní akademii.
V letech 1978–1985 byl hypodiakonem metropolity volokolamského Pitirima (Něčajeva), biskupa solněčnogorského Sergija (Domina) a biskupa zarajského Iova (Smakouze).
Dne 7. června 1985 byl arcibiskupem solněčnogorským Sergijem rukopoložen v chrámu svatých Petra a Pavla v Moskvě na diákona a 27. června metropolitou volokolamským Pitirimem v chrámu Obnovení chrámu Vzkříšení na jereje. Po vysvěcení sloužil v chrámu Vladimirské ikony Matky Boží ve Vinogradově (Moskva) a o dva roky později v chrámu Vzkříšení Krista V Sokolnikách (Moskva). Roku 1989 se stal představeným chrámu svatých mučedníků Borise a Gleba v Zjuzině (Moskva).
V letech 2001–2010 působil v disciplinární komisi moskevské eparchie.
Dne 21. června 2014 byl biskupem dmitrovským Feofilaktem (Moisejevem) v chrámu Obnovení chrámu Vzkříšení Andrejevského monastýru postřižen na monacha se jménem Vladimir na počest svatého svatého mučedníka Vladimira (Bogojavlenského, metropolity kyjevského a haličského.
Dne 13. července 2015 jej Svatý synod zvolil biskupem klincovským a trubčevským. Dne 16. července byl metropolitou petrohradským a ladožským Varsonofijem (Sudakovem) v chrámu Všech svatých monastýru Danilov povýšen na archimandritu.
Dne 27. srpna 2015 byl v chrámu Krista Spasitele v Moskvě oficiálně jmenován biskupem a 1. září proběhla v Donském monastýru jeho biskupská chirotonie. Světiteli byli patriarcha moskevský Kirill, metropolita petrohradský a ladožský Varsonofij (Sudakov), metropolita rostovský a novočerkasský Merkurij (Ivanov), metropolita brjanský a  sevský Alexandr (Agrikov), metropolita stavropolský a něvinnomysský Kirill (Pokrovskij), arcibiskup sergijevo-posadský Feognost (Guzikov), biskup solněčnogorský Sergij (Čašin), biskup podolský Tichon (Zajcev), biskup orechovo-zujevský Panteleimon (Šatov), biskup kamenský a alapajevský Mefodij (Kondratěv) a biskup glazovský a igrinský Viktor (Sergejev).
Dne 28. prosince 2017 byl Svatým synodem potvrzen ve funkci představeného Pokrovského Klimovského monastýru ve vesnici Pokrovskoje Klimovského rajónu Brjanské oblasti.